# Dublin-Express-Klasse
Die Dublin-Express-Klasse ist eine Baureihe von drei Panamax-Containermotorschiffen der Hamburger Reederei Hapag-Lloyd. Die im Jahr 2002 hergestellten Einheiten zählen zu den Containerschiffen der vierten Generation.  Die Kühlcontainerschiffe verfügten beim Bau über die weltweit größte Anzahl an Kühlcontainerstellplätzen.

## Beschreibung
Die Baureihe besteht aus drei baugleichen Panmax-Vollcontainerschiffen mit einer Kapazität von jeweils 4115 TEU, die im Laufe des Jahres 2002 ausgeliefert wurden. Die Schiffe Contship Aurora, Contship Australis und Contship Borealis, wurden von der südkoreanischen Werft Daewoo Shipbuilding & Marine Engineering (DSME) in Goeje für die Reederei Contship Containerlines gebaut. Zusammen mit den sieben baugleichen Schiffen der Santa-R-Klasse der Hamburger Reederei Claus-Peter Offen bildeten die zehn Schiffe die sogenannte Albatross-Klasse. Alle Schiffe der Klasse wurden anfangs im Liniendienst zwischen Europa und Australien eingesetzt, für Hapag-Lloyd laufen die Schiffe heute als Dublin Express, Glasgow Express und Liverpool Express im Südamerikadienst.
Die Schiffsaufbauten sind etwa auf vier Fünftel der Länge achtern angeordnet. Sie sind als schnelle Kühlcontainerschiffe mit einer Kapazität von 1300 elektrischen Anschlüssen für integrierte Kühlcontainer ausgelegt und lösten damit die Kühlcontainerschiffe Dole Chile und Dole Columbia mit jeweils 990 Kühlcontaineranschlüssen als die vormals größten ihrer Art ab. Die reine Kühltransportkapazität pro Schiff entspricht etwa derjenigen der größten zurzeit fahrenden herkömmlichen Kühlschiffe.
Ein von der Bauwerft in Sulzerlizenz hergestellter 9RTA96C-B Zweitakt-Dieselmotor mit knapp 51.500 kW verhilft den Schiffen zu ihrer hohen Dienstgeschwindigkeit von 25,1 Knoten. Um die nötige Energie zum Betrieb der großen Anzahl an Kühlcontainern bereitstellen zu können, verfügt jedes der Schiffe über fünf Dieselgeneratoren mit einer Gesamtleistung über 10.000 kW. Ein Bugstrahlruder mit 1600 kW dient zum sicheren An- und Ablegen.

## Die Schiffe
| Dublin-Express-Klasse | Dublin-Express-Klasse | Dublin-Express-Klasse | Dublin-Express-Klasse                            | Dublin-Express-Klasse                                                   | Dublin-Express-Klasse |
| Bauname               | Bau- nummer           | IMO-Nummer            | Kiellegung Stapellauf Ablieferung                | Umbenennungen und Verbleib                                              |                       |
| --------------------- | --------------------- | --------------------- | ------------------------------------------------ | ----------------------------------------------------------------------- | --------------------- |
| Contship Aurora       | 4082                  | 9232565               | 11. März 2002 18. Mai 2002 4. September 2002     | 2005 CP Aurora, 2006 Maersk Dexter, 2007 Liverpool Express, so in Fahrt |                       |
| Contship Australis    | 4083                  | 9232577               | 21. Mai 2002 17. August 2002 5. Dezember 2002    | 2005 CP Australis, 2006 Maersk Dale, 2007 Dublin Express, so in Fahrt   |                       |
| Contship Borealis     | 4084                  | 9232589               | 15. Juli 2002 12. Oktober 2002 20. Dezember 2002 | 2005 CP Borealis, 2006 Maersk Dayton, 2007 Glasgow Express, so in Fahrt |                       |